# Capuronia
Capuronia é um género botânico pertencente à família Lythraceae.